# Inocência
Inocência är en kommun i Brasilien.   Den ligger i delstaten Mato Grosso do Sul, i den södra delen av landet, 600 km sydväst om huvudstaden Brasília. Antalet invånare är 7 686.
Omgivningarna runt Inocência är huvudsakligen savann. Runt Inocência är det mycket glesbefolkat, med 3 invånare per kvadratkilometer.